# Julienne du Rosaire
Julienne Dallaire (23 mai 1911 - 6 janvier 1995), connue sous le nom de Mère Julienne du Rosaire, est la fondatrice de la congrégation des Dominicaines Missionnaires Adoratrices de Beauport au Québec. Elle est considérée pour la béatification.

## Biographie
Julienne Dallaire est née le 23 mai 1911 dans la paroisse de Notre-Dame-de-Jacques-Cartier dans le quartier Saint-Roch de Québec au Québec,. Elle est le second enfant d'une famille de neuf enfants et la fille aînée. Elle reçut une formation chrétienne auprès des Sœurs de la Congrégation de Notre-Dame à l'Académie Saint-Roch. Elle reçut l'appel de Dieu à devenir missionnaire adoratrice à l'âge de douze ans. Elle entra dans la vie religieuse à l'âge de 17 ans en rejoignant les Franciscaines Missionnaires de Marie, mais elle dut quitter la congrégation pour des raisons de santé. Elle entra à nouveau dans une congrégation religieuse à deux reprises, deux congrégations différentes, à 21 ans et à 29 ans qu'elle dut quitté encore pour des raisons de santé. La troisième congrégation était dominicaine.
En 1941, le chanoine Cyrille Labrecque devint son conseiller spirituel. Elle fonda la congrégation des Dominicaines Missionnaires Adoratrices le 30 avril 1945 avec l'autorisation de l'archevêque de Québec, le cardinal Jean-Marie-Rodrigue Villeneuve,.
Elle continua son service au sein de la congrégation qu'elle a fondée jusqu'à son décès le 6 janvier 1995,.

## Expériences surnaturelles
Julienne Dallaire a connu sa première expérience surnaturelle à l'âge de 4 ans. En effet, lorsque sa mère lui parlait du mystère de l'Ascension, elle se vit monter au ciel dans les bras de Jésus-Christ. D'ailleurs, elle avait été baptisée le jour de l'Ascension. Lors de sa première communion à l'âge de cinq ans, elle expérimenta de manière très forte la présence de Jésus-Christ dans l'Eucharistie,. C'est aussi à l'âge de douze ans qu'elle reçut l'appel de Dieu à être une missionnaire adoratrice alors qu'elle méditait l'évangile de Jésus et la Samaritaine devant le saint Sacrement. Elle se sentit également appelée à trouver à Dieu des adorateurs et découvrit que l'adoration de Dieu doit passer par Jésus.
De 1941 à 1945, elle reçut plusieurs signes de Dieu. Le 2 avril 1942, Jeudi saint, elle fit l'expérience de la dernière Cène. Ces signes lui font comprendre à elle et à son conseiller spirituel, le chanoine Cyrille Labrecque, qu'elle est appelée à créer une nouvelle congrégation religieuse.

## Béatification
En octobre 2004, une enquête préliminaire en vue de sa béatification a été lancée par le cardinal Marc Ouellet. Cette enquête diocésaine s'est conclue le 10 février 2010. Les documents furent scellés lors d'une cérémonie dans la basilique-cathédrale Notre-Dame de Québec qui s'est tenue le 7 février 2010 avant d'être acheminés à Rome à la Congrégation pour les causes des saints où ils doivent être analysés.

## Hommages
L'avenue Sainte-Julienne a été nommée en son honneur, en 1960, dans l'ancienne ville de Beauport maintenant présente dans la ville de Québec.